# Valentyina Leonyidovna Ponomarjova
Valentyina Leonyidovna Ponomarjova (Moszkva, 1933. szeptember 18. – Moszkva, 2023. november 8.) szovjet-orosz matematikus, kiképzett űrhajós.

## Életpálya
1957-ben a moszkvai repülési intézetben szerzett diplomát. 1962. november 29-től öt női űrhajóstársával – Valentyina Tyereskova textilgyári munkás, Irina Szolovjova mérnök, Zsanna Jorkina tanítónő és Tatyjana Kuznyecova ifjúsági titkár –  űrhajóskiképzésben vett részt. 1967-ben a Zsukovszkij Akadémián mérnök diplomát kapott. Az első női űrhajóscsoportot 1969. október 1-jén feloszlatták. 1974-ben a műszaki tudományok doktora.

## Űrrepülések
1963-ban a Vosztok-6 űrhajó második tartalékpilótája.

## Magánélete
Férje Jurij Ponormajov (1932–2005) űrhajós volt.